# فابيو سانتوس
فابيو سانتوس (بالبرتغالية: Fábio Santos Romeu‏) (مواليد 16 سبتمبر 1985) هو لاعب كرة قدم. يلعب مع منتخب البرازيل لكرة القدم منذ عام 2012.

## وصلات خارجية
- فابيو سانتوس على موقع الاتحاد الدولي (مؤرشف)  (الإنجليزية)
- فابيو سانتوس على موقع رابطة كرة القدم اليابانية للمحترفين (اليابانية)
- فابيو سانتوس على موقع قاعدة بيانات كرة القدم.إي يو (الإنجليزية)
- فابيو سانتوس على موقع ليكيب (الفرنسية)
- فابيو سانتوس على موقع ناشيونال فوتبول تيمز (الإنجليزية)
- فابيو سانتوس على موقع Soccerway.com (الإنجليزية)
- فابيو سانتوس على موقع عالم كرة القدم.نت (الإنجليزية)
- فابيو سانتوس على موقع AS.com (الإسبانية)
- National Football Teams